# Fausto Vagnetti
Fausto Vagnetti (Anghiari, 24 marzo 1876 – Roma, 18 settembre 1954) è un esponente della pittura italiana che emigra nell'ambiente artistico romano, portandovi una sensibilità luministica e cromatica propria della pittura toscana del secondo Ottocento.

## Biografia
Nasce ad Anghiari, in Alta Val Tiberina, e ad Anghiari rimarrà legato per tutta la vita. Viene alla luce in quella che oggi è la Sala del Sindaco, all’interno del Palazzo Pretorio di Anghiari. Suo figlio Luigi è stato architetto e accademico.
A 17 anni, nel 1893, si trasferisce a Roma dove è allievo di Filippo Prosperi all'Istituto di Belle Arti di via Ripetta. Prende alloggio e poi apre lo studio a piazzale Ponte Milvio, in un edificio antico che era anche posto di ristoro e per il cambio cavalli. Entra in contatto con artisti, tra cui Duilio Cambellotti e Mario Sironi e il critico d'arte Piero Scarpa.
Dal 1908 insegna Disegno architettonico e Ornato alla Facoltà di Ingegneria di Roma.
Dal 1912 ricopre la cattedra di Figura disegnata all'Istituto di Belle Arti di Roma; sempre nel 1912 è chiamato all'insegnamento di Prospettiva e di Scenografia al Museo artistico industriale di Roma. Nel 1913 sposa Rosalia Pittaluga. Dal matrimonio nasceranno Luigi (Gigi), Corinna e Maddalena (Nenella). Di tutti i componenti della sua famiglia, Fausto Vagnetti ha eseguito il ritratto. Con la guerra presta servizio come tecnico disegnatore, presso le Acciaierie di Terni.
Dal 1920, anno della fondazione di questa Facoltà universitaria, ha la cattedra di Disegno dal vero, alla Facoltà di Architettura di Roma, che terrà per trentacinque anni. I suoi manuali di disegno prospettico denotano con quanta attenzione egli si sia applicato allo studio dello spazio e della prospettiva, con precise ricerche sui vuoti e sulla luce.
Muore d'improvviso a Roma, nel suo studio.

### Opere

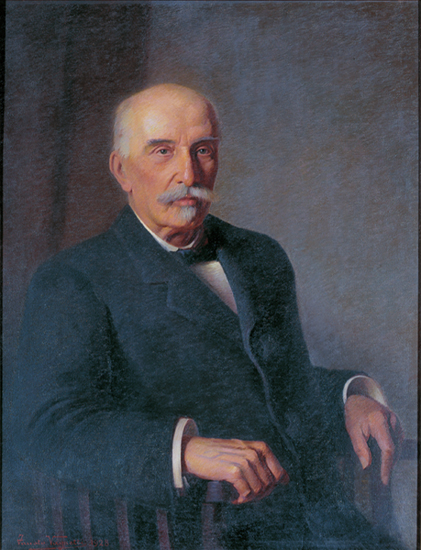
Ritratto di Giovanni Giolitti, 1928

Studioso delle tecniche della visione, maestro del disegno, dipinge soprattutto ad olio ed a pastello.
Dopo un periodo iniziale, in cui affianca le esperienze di Émile Claus e Georges Seurat, pratica un personale divisionismo, ove finezza di tocco e sapienza cromatica si uniscono con sorprendente capacità rappresentativa.
Tra le sue opere principali ci sono paesaggi monumentali, come Tra le querce del 1915, Tramonto al Palatino del 1924, ritratti di profonda finezza psicologica, come quello di Giovanni Giolitti, del 1928 - una delle poche rappresentazioni esistenti dello statista; Anima mite, del 1923; L'ingegnere Dino Chiaraviglio del 1934; La mia Mamma cieca del 1938 e grandi composizioni di carattere familiare e sociale, come Moti proletari del 1904, Dolore antico del 1921 e Sosta dolorosa del 1948.
Nel 1922 realizza tre grandi ritratti dei Sovrani d'Italia, per il Palazzo del Governo di Zara, e nel 1923 un trittico francescano nella chiesa di San Polo nel comune di Caprese Michelangelo 1923.
Nel 1943 dipinge su commissione il ritratto di Pio XII, per la Basilica dei Santi Pietro e Paolo (Roma) e nel 1944 i ritratti di Bruno Buozzi, di Giacomo Matteotti e di Filippo Turati, per la direzione del Partito Socialista Italiano. Nel 1951 realizza, per una cappella privata a Roma, la pala d'altare su legno La Sacra Famiglia, in cui la Madonna, con lunghe trecce rosse, è seduta tra il Bambino - in piedi e con in mano un rametto di ulivo - e San Giuseppe che si appoggia al bastone. Sullo sfondo Fausto Vagnetti ha dipinto un prato punteggiato da papaveri rossi e una corona di piante d'olivo.

### Esposizioni
Nel periodo 1907-1930 partecipa alla vita artistica, esponendo a venti mostre collettive e ad esposizioni nazionali.
Nel quindicennio seguente paga la sua palese avversione al Regime con l'esclusione dalla scena artistica, ove ricompare solo nel 1945 e nel 1948 alla Quadriennale di Roma.
Nel 2004 due mostre antologiche postume, a cinquanta anni dalla morte, sono state aperte ad Anghiari, suo paese natale, e a Roma, ospitata dal Ministero dei Beni Ambientali e Culturali, nel'Istituto San Michele a Ripa.

### Scritti

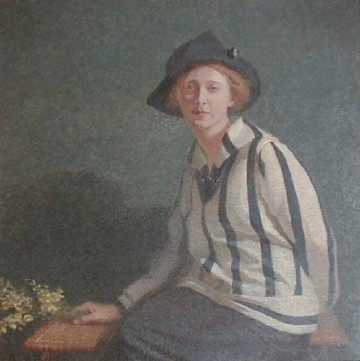
Ritratto di Rosalia

Per Fausto Vagnetti la pittura è una scienza e come tale si deve insegnare: di qui il suo lungo impegno didattico e critico.
- Fausto Vagnetti, Umberto Coromaldi, in Emporium, XLVII (1918).
- Fausto Vagnetti, Giovanni Costantini e i suoi quadri di Guerra, Pistoia, Casa Ed. Rassegna Internazionale, 1922.
- Fausto Vagnetti, Quali siano le tendenze che possano apportare decadimento all'arte della pittura : memoria vincitrice del concorso Poletti bandito dalla reale insigne accademia di S. Luca per uno scritto sulla pittura, a. 1928-6., Roma, Società an. tip. Castaldi, 1933. (Con questo testo nel 1928 vince il Concorso Nazionale "Poletti", bandito dall'Accademia di San Luca)
- Fausto Vagnetti, La Regia Accademia di belle arti di Roma, Firenze, Le Monnier, 1943. (per incarico del Ministero dell'Educazione Nazionale)
- Fausto Vagnetti, Metodo per gli Istituti magistrali, Città di Castello, Albrighi, Segati e C., 1943, Fasc. 1.
- Fausto Vagnetti, Prospettiva lineare: Volume I. Teorica generale e applicazioni pratiche sul quadro verticale. Tavole 33. Figure intercalate nel testo, Roma-Milano, Editrice Mediterranea, 1947.
- Fausto Vagnetti, Teorica generale e applicazioni pratiche sul quadro verticale, Roma, casa editrice mediterranea, 1947.
- Fausto Vagnetti, Proiezioni ortogonali: testo e tavole, Roma, Mediterranea, 1950.
- Fausto Vagnetti, Prospettiva lineare. Parte prima: Proiezioni ortogonali; parte seconda: Prospettiva lineare: teorica generale e applicazioni pratiche sul quadro verticale, Roma, Mediterranea, 1964.
- Fausto Vagnetti, Elementi di scienza del disegno: vol. 2, Roma, Edizioni Mediterranee, 1972.
- Fausto Vagnetti, Elementi di scienza del disegno. Prospettiva lineare. Parte terza: applicazioni pratiche su quadri orizzontali e inclinati; ai riflessi negli specchi piani; al bassorilievo ed ai raccorciamenti delle profondità in architettura; alla prospettiva teatrale; alla restituzione geometrica di prospettive date; alla prospettiva sulle superfici curve. Parte quarta: proiezioni e prospettiva delle ombre, Roma, Edizioni Mediterranee, 1972.
- Ha lasciato un diario, costituito da numerosi taccuini di appunti sulla pittura e sugli avvenimenti autobiografici, consultabile presso l'Archivio diaristico nazionale di Pieve Santo Stefano, e finalista nell'edizione 2016 del Premio "Pieve Saverio Tutino".

Nel suo taccuino del 1907, alla pagina del 23 gennaio scriveva:«Stamattina mi sono alzato con la neve e ho goduto immensamente di questo spettacolo nuovo. Sono andato lungo il Tevere a fare uno studio e vi son rimasto un'ora circa senza sentir freddo, tanto era l'entusiasmo con cui lavoravo. Mi pareva d'esser migliore in mezzo a quel candore. Era magnifico il Tevere scorrente tra due ali candide, era superbo Monte Mario laggiù in fondo, ancora fosco, appena coronato di biancore.»